# Danville (Georgia)
Danville – miasto w Stanach Zjednoczonych, w stanie Georgia, w hrabstwie Twiggs.